# Venezuela en la Copa América Femenina 2022
La Copa América Femenina 2022 llevó a cabo del 8 al 30 de julio Venezuela fue uno de los 10 participantes.

## Plantel
La convocatoria se anunció el 6 de julio de 2022.
| No. | Pos. | Jugadora              | Fecha de nacimiento (edad)        | Apa. | Goles | Club                    |
| --- | ---- | --------------------- | --------------------------------- | ---- | ----- | ----------------------- |
| 1   | POR  | Yessica Velásquez     | 28 de julio de 1989 (32 años)     |      |       | Independiente Santa Fe  |
| 2   | DEF  | Verónica Herrera      | 14 de enero de 2000 (22 años)     |      |       | UDG Tenerife            |
| 3   | DEF  | Nairelis Gutiérrez    | 2 de julio de 1995 (27 años)      |      |       | Independiente Santa Fe  |
| 4   | DEF  | María Peraza          | 17 de enero de 1994 (28 años)     |      |       | Atlético Nacional       |
| 5   | DEF  | Yenifer Giménez       | 3 de mayo de 1996 (26 años)       |      |       | Villarreal              |
| 6   | DEF  | Michelle Romero       | 12 de junio de 1997 (25 años)     |      |       | Sporting de Gijón       |
| 7   | MED  | Paola Villamizar      | 30 de junio de 1994 (28 años)     |      |       | Tijuana                 |
| 8   | MED  | Sonia O'Neill         | 19 de agosto de 1994 (27 años)    |      |       | ŽNK Split               |
| 9   | DEL  | Deyna Castellanos     | 18 de abril de 1999 (23 años)     |      |       | Manchester City         |
| 10  | MED  | Kika Moreno           | 25 de enero de 1997 (25 años)     |      |       | DUX Logroño             |
| 11  | DEL  | Oriana Altuve         | 3 de octubre de 1992 (29 años)    |      |       | Valencia                |
| 12  | DEF  | Sabrina Araujo-Elorza | 11 de mayo de 2004 (18 años)      |      |       | Northeastern University |
| 13  | POR  | Nayluisa Cáceres      | 18 de noviembre de 1999 (22 años) |      |       | UDG Tenerife            |
| 14  | MED  | Raiderlin Carrasco    | 11 de junio de 2002 (20 años)     |      |       | Caracas                 |
| 15  | MED  | Yusmery Ascanio       | 20 de diciembre de 1990 (31 años) |      |       | Colo-Colo               |
| 16  | MED  | Gabriela García       | 2 de abril de 1997 (25 años)      |      |       | Real Sociedad           |
| 17  | MED  | Maikerlin Astudillo   | 10 de mayo de 1992 (30 años)      |      |       | AEM                     |
| 18  | DEL  | Ysaura Viso           | 17 de junio de 1993 (29 años)     |      |       | Colo-Colo               |
| 19  | DEL  | Mariana Speckmaier    | 26 de diciembre de 1997 (24 años) |      |       | Valur Reykjavík         |
| 20  | MED  | Dayana Rodríguez      | 20 de octubre de 2001 (20 años)   |      |       | Atlético Mineiro        |
| 21  | MED  | Bárbara Olivieri      | 24 de febrero de 2002 (20 años)   |      |       | Monterrey               |
| 22  | POR  | Andrea Tovar          | 22 de agosto de 1990 (31 años)    |      |       | Getafe                  |
| 23  | DEF  | Gabriela Angulo       | 27 de febrero de 2004 (18 años)   |      |       | Yaracuyanos             |

## Participación

### Partidos
| Fecha       | Lugar   | Instancia                    | Local     |                      | Resultado          |                      | Visitante |
| ----------- | ------- | ---------------------------- | --------- | -------------------- | ------------------ | -------------------- | --------- |
| 9 de julio  | Armenia | Fase de grupos               | Uruguay   | Bandera de Uruguay   | 0:1 (0:0)          | Bandera de Venezuela | Venezuela |
| 15 de julio | Armenia | Fase de grupos               | Perú      | Bandera de Perú      | 0:2 (0:1)          | Bandera de Venezuela | Venezuela |
| 18 de julio | Armenia | Fase de grupos               | Venezuela | Bandera de Venezuela | 0:4 (0:1)          | Bandera de Brasil    | Brasil    |
| 21 de julio | Armenia | Fase de grupos               | Venezuela | Bandera de Venezuela | 0:1 (0:0)          | Bandera de Argentina | Argentina |
| 24 de julio | Armenia | Definición del quinto puesto | Chile     | Bandera de Chile     | 1:1 (0:0) (4:2 p.) | Bandera de Venezuela | Venezuela |

### Fase de grupos - Grupo B
| Equipo    | Pts | PJ | PG | PE | PP | GF | GC | Dif |
| --------- | --- | -- | -- | -- | -- | -- | -- | --- |
| Brasil    | 12  | 4  | 4  | 0  | 0  | 17 | 0  | 17  |
| Argentina | 9   | 4  | 3  | 0  | 1  | 10 | 4  | 6   |
| Venezuela | 6   | 4  | 2  | 0  | 2  | 3  | 5  | -2  |
| Uruguay   | 3   | 4  | 1  | 0  | 3  | 6  | 9  | -3  |
| Perú      | 0   | 4  | 0  | 0  | 4  | 0  | 18 | -18 |

     — Clasificado para las semifinales.

     — Clasificado para la definición por el quinto puesto.

#### Uruguay vs. Venezuela
| 9 de julio de 2022, 16:00 | Uruguay | 0:1 (0:0)                     | Venezuela       | Estadio Centenario, Armenia                                 |                                                             |
|                           |         | CONMEBOL Reporte FIFA Reporte | Castellanos 78' | Asistencia: 3 000 espectadores Árbitra: María Victoria Daza | Asistencia: 3 000 espectadores Árbitra: María Victoria Daza |

| 13         | Guardameta     | Sofía Olivera         |       |
| 7          | Defensa        | Stephanie Tregartten  |       |
| 22         | Defensa        | Sofía Ramondegui      |       |
| 2          | Defensa        | Stephanie Lacoste     |       |
| 4          | Defensa        | Laura Felipe          |       |
| 8          | Centrocampista | Ximena Velazco        | 67'   |
| 9          | Centrocampista | Pamela González       |       |
| 10         | Centrocampista | Carolina Birizamberri | 90+2' |
| 17         | Centrocampista | Cecilia Gómez         | 56'   |
| 19         | Centrocampista | Wendy Carballo        |       |
| 20         | Delantero      | Luciana Gómez         | 56'   |
| Entrenador | Entrenador     | Ariel Longo           |       |

| 13          | Guardameta     | Nayluisa Cáceres   |     |
| 3           | Defensa        | Nairelis Gutiérrez |     |
| 5           | Defensa        | Yenifer Giménez    |     |
| 2           | Defensa        | Verónica Herrera   |     |
| 6           | Defensa        | Michelle Romero    |     |
| 20          | Centrocampista | Dayana Rodríguez   | 76' |
| 16          | Centrocampista | Gabriela García    | 61' |
| 7           | Centrocampista | Paola Villamizar   | 46' |
| 9           | Centrocampista | Deyna Castellanos  |     |
| 18          | Centrocampista | Ysaura Viso        | 72' |
| 11          | Delantero      | Sonia O'Neill      |     |
| Entrenadora | Entrenadora    | Pamela Conti       |     |

| 14 | Defensa        | Pilar González | 56'   |
| 5  | Centrocampista | Karol Bermúdez | 56'   |
| 21 | Delantero      | Belén Aquino   | 67'   |
| 6  | Delantero      | Sindy Ramírez  | 90+2' |

| 19 | Delantero      | Mariana Speckmaier  | 46' |
| 10 | Centrocampista | Kika Moreno         | 61' |
| 23 | Defensa        | Gabriela Angulo     | 72' |
| 17 | Centrocampista | Maikerlin Astudillo | 76' |

| Anotado | 78' | Deyna Castellanos | 0:1 |

| Amonestado | 39' | Sofía Ramondegui |
| Amonestado | 61' | Gabriela García  |

| Amonestado | 45' | Paola Villamizar |
| Amonestado | 59' | Gabriela García  |
| Amonestado | 87' | Yenifer Giménez  |

| Árbitra             | María Victoria Daza |
| Árbitras asistentes | Eliana Ortiz        |
| Árbitras asistentes | Nataly Arteaga      |
| Cuarta árbitra      | Susana Corella      |

| 13         | Guardameta     | Sofía Olivera         |       |
| 7          | Defensa        | Stephanie Tregartten  |       |
| 22         | Defensa        | Sofía Ramondegui      |       |
| 2          | Defensa        | Stephanie Lacoste     |       |
| 4          | Defensa        | Laura Felipe          |       |
| 8          | Centrocampista | Ximena Velazco        | 67'   |
| 9          | Centrocampista | Pamela González       |       |
| 10         | Centrocampista | Carolina Birizamberri | 90+2' |
| 17         | Centrocampista | Cecilia Gómez         | 56'   |
| 19         | Centrocampista | Wendy Carballo        |       |
| 20         | Delantero      | Luciana Gómez         | 56'   |
| Entrenador | Entrenador     | Ariel Longo           |       |

| 13          | Guardameta     | Nayluisa Cáceres   |     |
| 3           | Defensa        | Nairelis Gutiérrez |     |
| 5           | Defensa        | Yenifer Giménez    |     |
| 2           | Defensa        | Verónica Herrera   |     |
| 6           | Defensa        | Michelle Romero    |     |
| 20          | Centrocampista | Dayana Rodríguez   | 76' |
| 16          | Centrocampista | Gabriela García    | 61' |
| 7           | Centrocampista | Paola Villamizar   | 46' |
| 9           | Centrocampista | Deyna Castellanos  |     |
| 18          | Centrocampista | Ysaura Viso        | 72' |
| 11          | Delantero      | Sonia O'Neill      |     |
| Entrenadora | Entrenadora    | Pamela Conti       |     |

| 14 | Defensa        | Pilar González | 56'   |
| 5  | Centrocampista | Karol Bermúdez | 56'   |
| 21 | Delantero      | Belén Aquino   | 67'   |
| 6  | Delantero      | Sindy Ramírez  | 90+2' |

| 19 | Delantero      | Mariana Speckmaier  | 46' |
| 10 | Centrocampista | Kika Moreno         | 61' |
| 23 | Defensa        | Gabriela Angulo     | 72' |
| 17 | Centrocampista | Maikerlin Astudillo | 76' |

| Anotado | 78' | Deyna Castellanos | 0:1 |

| Amonestado | 39' | Sofía Ramondegui |
| Amonestado | 61' | Gabriela García  |

| Amonestado | 45' | Paola Villamizar |
| Amonestado | 59' | Gabriela García  |
| Amonestado | 87' | Yenifer Giménez  |

| Árbitra             | María Victoria Daza |
| Árbitras asistentes | Eliana Ortiz        |
| Árbitras asistentes | Nataly Arteaga      |
| Cuarta árbitra      | Susana Corella      |

| Estadísticas      | Bandera de Uruguay | Bandera de Venezuela |
| Tiros             | 7                  | 12                   |
| Tiros a puerta    | 1                  | 4                    |
| Faltas            | 13                 | 13                   |
| Saques de esquina | 0                  | 5                    |
| Penaltis          | 0                  | 0                    |
| Fueras de juego   | 1                  | 4                    |
| Posesión de balón | 36%                | 64%                  |

#### Perú vs. Venezuela
| 15 de julio de 2022, 19:00 | Perú | 0:2 (0:1)                     | Venezuela                    | Estadio Centenario, Armenia                         |                                                     |
|                            |      | CONMEBOL Reporte FIFA Reporte | Castellanos 39' · Altuve 64' | Asistencia: 5 000 espectadores Árbitra: Sandra Braz | Asistencia: 5 000 espectadores Árbitra: Sandra Braz |

| 12         | Guardameta     | Maryory Sánchez   |     |
| 14         | Defensa        | Scarleth Flores   |     |
| 4          | Defensa        | Braelynn Llamoca  |     |
| 17         | Defensa        | Fabiola Herrera   | 73' |
| 16         | Defensa        | Liliana Neyra     | 82' |
| 10         | Centrocampista | Sandra Arévalo    | 66' |
| 6          | Centrocampista | Claudia Cagnina   |     |
| 11         | Centrocampista | Xioczana Canales  | 46' |
| 8          | Centrocampista | Ariana Muñoz      | 73' |
| 19         | Centrocampista | Nahomi Martínez   |     |
| 9          | Delantero      | Alexandra Kimball |     |
| Entrenador | Entrenador     | Conrad Flores     |     |

| 13          | Guardameta     | Nayluisa Cáceres   |     |
| 3           | Defensa        | Nairelis Gutiérrez |     |
| 5           | Defensa        | Yenifer Giménez    |     |
| 4           | Defensa        | María Peraza       |     |
| 6           | Defensa        | Michelle Romero    | 62' |
| 9           | Centrocampista | Deyna Castellanos  | 75' |
| 10          | Centrocampista | Kika Moreno        | 56' |
| 16          | Centrocampista | Gaby García        |     |
| 7           | Delantero      | Paola Villamizar   | 46' |
| 11          | Delantero      | Oriana Altuve      |     |
| 19          | Delantero      | Mariana Speckmaier | 46' |
| Entrenadora | Entrenadora    | Pamela Conti       |     |

| 7  | Centrocampista | Sandy Dorador      | 46' |
| 18 | Delantero      | Pierina Núñez      | 66' |
| 2  | Defensa        | Stephannie Vásquez | 73' |
| 15 | Centrocampista | Emily Flores       | 73' |
| 20 | Centrocampista | Claudia Domínguez  | 82' |

| 14 | Defensa        | Raiderlin Carrasco  | 46' |
| 18 | Delantero      | Ysaura Viso         | 46' |
| 20 | Centrocampista | Dayana Rodríguez    | 56' |
| 21 | Centrocampista | Bárbara Olivieri    | 62' |
| 17 | Centrocampista | Maikerlin Astudillo | 75' |

| Anotado | 39' | Deyna Castellanos | 0:1 |
| Anotado | 64' | Oriana Altuve     | 0:2 |

| Amonestado | 49' | Sandy Dorador |

| Amonestado | 60' | Dayana Rodríguez |

| Árbitra             | Sandra Braz                        |
| Árbitras asistentes | Andreia Catarina Ferreira de Souza |
| Árbitras asistentes | Rita Cabañero Mompó                |
| Cuarta árbitra      | Zulma Quiñónez                     |

| 12         | Guardameta     | Maryory Sánchez   |     |
| 14         | Defensa        | Scarleth Flores   |     |
| 4          | Defensa        | Braelynn Llamoca  |     |
| 17         | Defensa        | Fabiola Herrera   | 73' |
| 16         | Defensa        | Liliana Neyra     | 82' |
| 10         | Centrocampista | Sandra Arévalo    | 66' |
| 6          | Centrocampista | Claudia Cagnina   |     |
| 11         | Centrocampista | Xioczana Canales  | 46' |
| 8          | Centrocampista | Ariana Muñoz      | 73' |
| 19         | Centrocampista | Nahomi Martínez   |     |
| 9          | Delantero      | Alexandra Kimball |     |
| Entrenador | Entrenador     | Conrad Flores     |     |

| 13          | Guardameta     | Nayluisa Cáceres   |     |
| 3           | Defensa        | Nairelis Gutiérrez |     |
| 5           | Defensa        | Yenifer Giménez    |     |
| 4           | Defensa        | María Peraza       |     |
| 6           | Defensa        | Michelle Romero    | 62' |
| 9           | Centrocampista | Deyna Castellanos  | 75' |
| 10          | Centrocampista | Kika Moreno        | 56' |
| 16          | Centrocampista | Gaby García        |     |
| 7           | Delantero      | Paola Villamizar   | 46' |
| 11          | Delantero      | Oriana Altuve      |     |
| 19          | Delantero      | Mariana Speckmaier | 46' |
| Entrenadora | Entrenadora    | Pamela Conti       |     |

| 7  | Centrocampista | Sandy Dorador      | 46' |
| 18 | Delantero      | Pierina Núñez      | 66' |
| 2  | Defensa        | Stephannie Vásquez | 73' |
| 15 | Centrocampista | Emily Flores       | 73' |
| 20 | Centrocampista | Claudia Domínguez  | 82' |

| 14 | Defensa        | Raiderlin Carrasco  | 46' |
| 18 | Delantero      | Ysaura Viso         | 46' |
| 20 | Centrocampista | Dayana Rodríguez    | 56' |
| 21 | Centrocampista | Bárbara Olivieri    | 62' |
| 17 | Centrocampista | Maikerlin Astudillo | 75' |

| Anotado | 39' | Deyna Castellanos | 0:1 |
| Anotado | 64' | Oriana Altuve     | 0:2 |

| Amonestado | 49' | Sandy Dorador |

| Amonestado | 60' | Dayana Rodríguez |

| Árbitra             | Sandra Braz                        |
| Árbitras asistentes | Andreia Catarina Ferreira de Souza |
| Árbitras asistentes | Rita Cabañero Mompó                |
| Cuarta árbitra      | Zulma Quiñónez                     |

| Estadísticas      | Bandera de Perú | Bandera de Venezuela |
| Tiros             | 5               | 14                   |
| Tiros a puerta    | 3               | 6                    |
| Faltas            | 13              | 13                   |
| Saques de esquina | 3               | 8                    |
| Penaltis          | 0               | 0                    |
| Fueras de juego   | 7               | 2                    |
| Posesión de balón | 39%             | 61%                  |

#### Venezuela vs. Brasil
| 18 de julio de 2022, 16:00 | Venezuela | 0:4 (0:1)                     | Brasil                                                | Estadio Centenario, Armenia                            |                                                        |
|                            |           | CONMEBOL Reporte FIFA Reporte | Bia Zaneratto 22' · Ary Borges 51' · Debinha 58', 65' | Asistencia: 5 000 espectadores Árbitra: Zulma Quiñónez | Asistencia: 5 000 espectadores Árbitra: Zulma Quiñónez |

| 13          | Guardameta     | Nayluisa Cáceres    |     |
| 6           | Defensa        | Michelle Romero     |     |
| 4           | Defensa        | María Peraza        |     |
| 3           | Defensa        | Nairelis Gutiérrez  | 67' |
| 2           | Defensa        | Verónica Herrera    |     |
| 14          | Centrocampista | Raiderlin Carrasco  |     |
| 8           | Centrocampista | Sonia O'Neill       | 59' |
| 17          | Centrocampista | Maikerlin Astudillo |     |
| 18          | Centrocampista | Ysaura Viso         | 46' |
| 11          | Delantero      | Oriana Altuve       | 46' |
| 9           | Delantero      | Deyna Castellanos   | 68' |
| Entrenadora | Entrenadora    | Pamela Conti        |     |

| 1           | Guardameta     | Lorena        |     |
| 13          | Defensa        | Antônia       |     |
| 3           | Defensa        | Kathellen     |     |
| 4           | Defensa        | Rafaelle      | 68' |
| 6           | Defensa        | Tamires       |     |
| 8           | Centrocampista | Angelina      |     |
| 17          | Centrocampista | Ary Borges    | 60' |
| 21          | Centrocampista | Kerolin       | 46' |
| 11          | Delantero      | Adriana       | 46' |
| 9           | Delantero      | Debinha       |     |
| 16          | Delantero      | Bia Zaneratto | 60' |
| Entrenadora | Entrenadora    | Pia Sundhage  |     |

| 7  | Centrocampista | Paola Villamizar      | 46' |
| 19 | Delantero      | Mariana Speckmaier    | 46' |
| 12 | Defensa        | Sabrina Araujo-Elorza | 59' |
| 21 | Centrocampista | Bárbara Olivieri      | 67' |
| 23 | Defensa        | Gabriela Angulo       | 68' |

| 7  | Delantero      | Gabi Portilho | 46' |
| 10 | Centrocampista | Duda          | 46' |
| 18 | Delantero      | Geyse         | 60' |
| 23 | Centrocampista | Luana         | 60' |
| 20 | Defensa        | Fe Palermo    | 68' |

| Anotado | 22' | Bia Zaneratto | 0:1 |
| Anotado | 51' | Ary Borges    | 0:2 |
| Anotado | 58' | Debinha       | 0:3 |
| Anotado | 65' | Debinha       | 0:4 |

| Amonestado | 32' | Angelina  |
| Amonestado | 42' | Rafaelle  |
| Amonestado | 83' | Kathellen |

| Árbitra             | Zulma Quiñónez      |
| Árbitras asistentes | Laura Miranda       |
| Árbitras asistentes | Nadia Weiler        |
| Cuarta árbitra      | María Victoria Daza |

| 13          | Guardameta     | Nayluisa Cáceres    |     |
| 6           | Defensa        | Michelle Romero     |     |
| 4           | Defensa        | María Peraza        |     |
| 3           | Defensa        | Nairelis Gutiérrez  | 67' |
| 2           | Defensa        | Verónica Herrera    |     |
| 14          | Centrocampista | Raiderlin Carrasco  |     |
| 8           | Centrocampista | Sonia O'Neill       | 59' |
| 17          | Centrocampista | Maikerlin Astudillo |     |
| 18          | Centrocampista | Ysaura Viso         | 46' |
| 11          | Delantero      | Oriana Altuve       | 46' |
| 9           | Delantero      | Deyna Castellanos   | 68' |
| Entrenadora | Entrenadora    | Pamela Conti        |     |

| 1           | Guardameta     | Lorena        |     |
| 13          | Defensa        | Antônia       |     |
| 3           | Defensa        | Kathellen     |     |
| 4           | Defensa        | Rafaelle      | 68' |
| 6           | Defensa        | Tamires       |     |
| 8           | Centrocampista | Angelina      |     |
| 17          | Centrocampista | Ary Borges    | 60' |
| 21          | Centrocampista | Kerolin       | 46' |
| 11          | Delantero      | Adriana       | 46' |
| 9           | Delantero      | Debinha       |     |
| 16          | Delantero      | Bia Zaneratto | 60' |
| Entrenadora | Entrenadora    | Pia Sundhage  |     |

| 7  | Centrocampista | Paola Villamizar      | 46' |
| 19 | Delantero      | Mariana Speckmaier    | 46' |
| 12 | Defensa        | Sabrina Araujo-Elorza | 59' |
| 21 | Centrocampista | Bárbara Olivieri      | 67' |
| 23 | Defensa        | Gabriela Angulo       | 68' |

| 7  | Delantero      | Gabi Portilho | 46' |
| 10 | Centrocampista | Duda          | 46' |
| 18 | Delantero      | Geyse         | 60' |
| 23 | Centrocampista | Luana         | 60' |
| 20 | Defensa        | Fe Palermo    | 68' |

| Anotado | 22' | Bia Zaneratto | 0:1 |
| Anotado | 51' | Ary Borges    | 0:2 |
| Anotado | 58' | Debinha       | 0:3 |
| Anotado | 65' | Debinha       | 0:4 |

| Amonestado | 32' | Angelina  |
| Amonestado | 42' | Rafaelle  |
| Amonestado | 83' | Kathellen |

| Árbitra             | Zulma Quiñónez      |
| Árbitras asistentes | Laura Miranda       |
| Árbitras asistentes | Nadia Weiler        |
| Cuarta árbitra      | María Victoria Daza |

| Estadísticas      | Bandera de Venezuela | Bandera de Brasil |
| Tiros             | 9                    | 20                |
| Tiros a puerta    | 0                    | 7                 |
| Faltas            | 6                    | 17                |
| Saques de esquina | 4                    | 5                 |
| Penaltis          | 0                    | 0                 |
| Fueras de juego   | 0                    | 4                 |
| Posesión de balón | 41%                  | 59%               |

#### Venezuela vs. Argentina
| 21 de julio de 2022, 19:00 | Venezuela | 0:1 (0:0)                     | Argentina      | Estadio Centenario, Armenia                         |                                                     |
|                            |           | CONMEBOL Reporte FIFA Reporte | Bonsegundo 63' | Asistencia: 3 000 espectadores Árbitra: Sandra Braz | Asistencia: 3 000 espectadores Árbitra: Sandra Braz |

| 13          | Guardameta     | Nayluisa Cáceres   |     |
| 6           | Defensa        | Michelle Romero    |     |
| 2           | Defensa        | Verónica Herrera   | 79' |
| 5           | Defensa        | Yenifer Giménez    |     |
| 3           | Defensa        | Nairelis Gutiérrez | 46' |
| 14          | Centrocampista | Raiderlin Carrasco |     |
| 16          | Centrocampista | Gaby García        |     |
| 20          | Centrocampista | Dayana Rodríguez   | 74' |
| 18          | Centrocampista | Ysaura Viso        | 46' |
| 11          | Delantero      | Oriana Altuve      |     |
| 9           | Delantero      | Deyna Castellanos  |     |
| Entrenadora | Entrenadora    | Pamela Conti       |     |

| 1          | Guardameta     | Vanina Correa        |     |
| 18         | Defensa        | Gabriela Chávez      | 71' |
| 2          | Defensa        | Agustina Barroso     | 86' |
| 6          | Defensa        | Aldana Cometti       |     |
| 3          | Defensa        | Eliana Stábile       |     |
| 7          | Centrocampista | Romina Núñez         |     |
| 8          | Centrocampista | Daiana Falfán        |     |
| 15         | Centrocampista | Florencia Bonsegundo | 72' |
| 11         | Delantero      | Yamila Rodríguez     | 84' |
| 19         | Delantero      | Mariana Larroquette  |     |
| 22         | Delantero      | Estefanía Banini     |     |
| Entrenador | Entrenador     | Germán Portanova     |     |

| 7  | Centrocampista | Paola Villamizar   | 46' |
| 19 | Delantero      | Mariana Speckmaier | 46' |
| 21 | Centrocampista | Bárbara Olivieri   | 74' |
| 10 | Centrocampista | Kika Moreno        | 79' |

| 4  | Centrocampista | Julieta Cruz   | 71' |
| 13 | Centrocampista | Sophia Braun   | 72' |
| 9  | Delantero      | Soledad Jaimes | 84' |
| 5  | Centrocampista | Vanesa Santana | 86' |

| Anotado | 63' | Florencia Bonsegundo | 0:1 |

| Amonestado | 45'   | Dayana Rodríguez   |
| Amonestado | 52'   | Verónica Herrera   |
| Amonestado | 65'   | Yenifer Giménez    |
| Amonestado | 90'   | Gaby García        |
| Amonestado | 90+5' | Raiderlin Carrasco |

| Amonestado | 29' | Mariana Larroquette  |
| Amonestado | 34' | Florencia Bonsegundo |
| Amonestado | 49' | Germán Portanova     |
| Amonestado | 81' | Vanina Correa        |

| Árbitra             | Sandra Braz                        |
| Árbitras asistentes | Andreia Catarina Ferreira de Souza |
| Árbitras asistentes | Rita Cabañero Mompó                |
| Cuarta árbitra      | Adriana Farfán                     |

| 13          | Guardameta     | Nayluisa Cáceres   |     |
| 6           | Defensa        | Michelle Romero    |     |
| 2           | Defensa        | Verónica Herrera   | 79' |
| 5           | Defensa        | Yenifer Giménez    |     |
| 3           | Defensa        | Nairelis Gutiérrez | 46' |
| 14          | Centrocampista | Raiderlin Carrasco |     |
| 16          | Centrocampista | Gaby García        |     |
| 20          | Centrocampista | Dayana Rodríguez   | 74' |
| 18          | Centrocampista | Ysaura Viso        | 46' |
| 11          | Delantero      | Oriana Altuve      |     |
| 9           | Delantero      | Deyna Castellanos  |     |
| Entrenadora | Entrenadora    | Pamela Conti       |     |

| 1          | Guardameta     | Vanina Correa        |     |
| 18         | Defensa        | Gabriela Chávez      | 71' |
| 2          | Defensa        | Agustina Barroso     | 86' |
| 6          | Defensa        | Aldana Cometti       |     |
| 3          | Defensa        | Eliana Stábile       |     |
| 7          | Centrocampista | Romina Núñez         |     |
| 8          | Centrocampista | Daiana Falfán        |     |
| 15         | Centrocampista | Florencia Bonsegundo | 72' |
| 11         | Delantero      | Yamila Rodríguez     | 84' |
| 19         | Delantero      | Mariana Larroquette  |     |
| 22         | Delantero      | Estefanía Banini     |     |
| Entrenador | Entrenador     | Germán Portanova     |     |

| 7  | Centrocampista | Paola Villamizar   | 46' |
| 19 | Delantero      | Mariana Speckmaier | 46' |
| 21 | Centrocampista | Bárbara Olivieri   | 74' |
| 10 | Centrocampista | Kika Moreno        | 79' |

| 4  | Centrocampista | Julieta Cruz   | 71' |
| 13 | Centrocampista | Sophia Braun   | 72' |
| 9  | Delantero      | Soledad Jaimes | 84' |
| 5  | Centrocampista | Vanesa Santana | 86' |

| Anotado | 63' | Florencia Bonsegundo | 0:1 |

| Amonestado | 45'   | Dayana Rodríguez   |
| Amonestado | 52'   | Verónica Herrera   |
| Amonestado | 65'   | Yenifer Giménez    |
| Amonestado | 90'   | Gaby García        |
| Amonestado | 90+5' | Raiderlin Carrasco |

| Amonestado | 29' | Mariana Larroquette  |
| Amonestado | 34' | Florencia Bonsegundo |
| Amonestado | 49' | Germán Portanova     |
| Amonestado | 81' | Vanina Correa        |

| Árbitra             | Sandra Braz                        |
| Árbitras asistentes | Andreia Catarina Ferreira de Souza |
| Árbitras asistentes | Rita Cabañero Mompó                |
| Cuarta árbitra      | Adriana Farfán                     |

| Estadísticas      | Bandera de Venezuela | Bandera de Argentina |
| Tiros             | 13                   | 7                    |
| Tiros a puerta    | 3                    | 5                    |
| Faltas            | 22                   | 9                    |
| Saques de esquina | 5                    | 1                    |
| Penaltis          | 0                    | 0                    |
| Fueras de juego   | 2                    | 1                    |
| Posesión de balón | 54%                  | 46%                  |

### Quinto puesto

#### Chile vs. Venezuela
| 24 de julio de 2022, 19:00 | Chile                                        | 1:1 (0:0) (4:2 p.)            | Venezuela                            | Estadio Centenario, Armenia                                 |                                                             |
|                            | Zamora 65'                                   | CONMEBOL Reporte FIFA Reporte | Castellanos 90+2'                    | Asistencia: 2 283 espectadores Árbitra: Edina Alves Batista | Asistencia: 2 283 espectadores Árbitra: Edina Alves Batista |
|                            |                                              | Tiros desde el punto penal    |                                      |                                                             |                                                             |
|                            | Lara · Araya · Zamora · Balmaceda · Guerrero |                               | Castellanos · Moreno · Altuve · Viso |                                                             |                                                             |

| 1          | Guardameta     | Christiane Endler        |     |
| 17         | Defensa        | Javiera Toro             |     |
| 18         | Defensa        | Camila Sáez              |     |
| 5          | Defensa        | Fernanda Ramírez Mellado | 87' |
| 21         | Defensa        | Rosario Balmaceda        |     |
| 4          | Centrocampista | Francisca Lara           |     |
| 8          | Centrocampista | Karen Araya              |     |
| 11         | Centrocampista | Yessenia López           |     |
| 16         | Delantero      | Geraldine Leyton         | 80' |
| 15         | Delantero      | Daniela Zamora           |     |
| 7          | Delantero      | Yenny Acuña              | 87' |
| Entrenador | Entrenador     | José Letelier            |     |

| 13          | Guardameta     | Nayluisa Cáceres    |     |
| 3           | Defensa        | Nairelis Gutiérrez  | 44' |
| 2           | Defensa        | Verónica Herrera    |     |
| 4           | Defensa        | María Peraza        |     |
| 6           | Defensa        | Michelle Romero     |     |
| 21          | Centrocampista | Bárbara Olivieri    |     |
| 8           | Centrocampista | Sonia O'Neill       | 46' |
| 17          | Centrocampista | Maikerlin Astudillo | 80' |
| 9           | Delantero      | Deyna Castellanos   |     |
| 11          | Delantero      | Oriana Altuve       |     |
| 14          | Delantero      | Raiderlin Carrasco  | 35' |
| Entrenadora | Entrenadora    | Pamela Conti        |     |

| 13 | Delantero      | Javiera Grez   | 80' |
| 3  | Defensa        | Carla Guerrero | 87' |
| 20 | Centrocampista | Yastin Jiménez | 87' |

| 7  | Centrocampista | Paola Villamizar | 35' |
| 23 | Defensa        | Gabriela Angulo  | 44' |
| 10 | Centrocampista | Kika Moreno      | 46' |
| 18 | Delantero      | Ysaura Viso      | 80' |

| Anotado | 65' | Daniela Zamora | 1:0 |

| Anotado | 90+2' | Deyna Castellanos | 1:1 |

| Francisca Lara    | Acierto de penal         | 1:0 |                           |                   |
|                   |                          | 1:0 | Fallo de penal (desviado) | Deyna Castellanos |
| Karen Araya       | Acierto de penal         | 2:0 |                           |                   |
|                   |                          | 2:0 | Fallo de penal (atajado)  | Kika Moreno       |
| Daniela Zamora    | Acierto de penal         | 3:0 |                           |                   |
|                   |                          | 3:1 | Acierto de penal          | Oriana Altuve     |
| Rosario Balmaceda | Fallo de penal (atajado) | 3:1 |                           |                   |
|                   |                          | 3:2 | Acierto de penal          | Ysaura Viso       |
| Carla Guerrero    | Acierto de penal         | 4:2 |                           |                   |

| Amonestado | 24' | Javiera Toro      |
| Amonestado | 62' | Rosario Balmaceda |

| Amonestado | 29' | Raiderlin Carrasco |
| Amonestado | 58' | María Peraza       |

| Árbitra             | Edina Alves Batista |
| Árbitras asistentes | Neuza Back          |
| Árbitras asistentes | Leila Moreira       |
| Cuarta árbitra      | Elizabeth Tintaya   |

| 1          | Guardameta     | Christiane Endler        |     |
| 17         | Defensa        | Javiera Toro             |     |
| 18         | Defensa        | Camila Sáez              |     |
| 5          | Defensa        | Fernanda Ramírez Mellado | 87' |
| 21         | Defensa        | Rosario Balmaceda        |     |
| 4          | Centrocampista | Francisca Lara           |     |
| 8          | Centrocampista | Karen Araya              |     |
| 11         | Centrocampista | Yessenia López           |     |
| 16         | Delantero      | Geraldine Leyton         | 80' |
| 15         | Delantero      | Daniela Zamora           |     |
| 7          | Delantero      | Yenny Acuña              | 87' |
| Entrenador | Entrenador     | José Letelier            |     |

| 13          | Guardameta     | Nayluisa Cáceres    |     |
| 3           | Defensa        | Nairelis Gutiérrez  | 44' |
| 2           | Defensa        | Verónica Herrera    |     |
| 4           | Defensa        | María Peraza        |     |
| 6           | Defensa        | Michelle Romero     |     |
| 21          | Centrocampista | Bárbara Olivieri    |     |
| 8           | Centrocampista | Sonia O'Neill       | 46' |
| 17          | Centrocampista | Maikerlin Astudillo | 80' |
| 9           | Delantero      | Deyna Castellanos   |     |
| 11          | Delantero      | Oriana Altuve       |     |
| 14          | Delantero      | Raiderlin Carrasco  | 35' |
| Entrenadora | Entrenadora    | Pamela Conti        |     |

| 13 | Delantero      | Javiera Grez   | 80' |
| 3  | Defensa        | Carla Guerrero | 87' |
| 20 | Centrocampista | Yastin Jiménez | 87' |

| 7  | Centrocampista | Paola Villamizar | 35' |
| 23 | Defensa        | Gabriela Angulo  | 44' |
| 10 | Centrocampista | Kika Moreno      | 46' |
| 18 | Delantero      | Ysaura Viso      | 80' |

| Anotado | 65' | Daniela Zamora | 1:0 |

| Anotado | 90+2' | Deyna Castellanos | 1:1 |

| Francisca Lara    | Acierto de penal         | 1:0 |                           |                   |
|                   |                          | 1:0 | Fallo de penal (desviado) | Deyna Castellanos |
| Karen Araya       | Acierto de penal         | 2:0 |                           |                   |
|                   |                          | 2:0 | Fallo de penal (atajado)  | Kika Moreno       |
| Daniela Zamora    | Acierto de penal         | 3:0 |                           |                   |
|                   |                          | 3:1 | Acierto de penal          | Oriana Altuve     |
| Rosario Balmaceda | Fallo de penal (atajado) | 3:1 |                           |                   |
|                   |                          | 3:2 | Acierto de penal          | Ysaura Viso       |
| Carla Guerrero    | Acierto de penal         | 4:2 |                           |                   |

| Amonestado | 24' | Javiera Toro      |
| Amonestado | 62' | Rosario Balmaceda |

| Amonestado | 29' | Raiderlin Carrasco |
| Amonestado | 58' | María Peraza       |

| Árbitra             | Edina Alves Batista |
| Árbitras asistentes | Neuza Back          |
| Árbitras asistentes | Leila Moreira       |
| Cuarta árbitra      | Elizabeth Tintaya   |

| Estadísticas      | Bandera de Chile | Bandera de Venezuela |
| Tiros             | 8                | 15                   |
| Tiros a puerta    | 2                | 4                    |
| Faltas            | 13               | 14                   |
| Saques de esquina | 6                | 4                    |
| Penaltis          | 0                | 0                    |
| Fueras de juego   | 1                | 0                    |
| Posesión de balón | 49%              | 51%                  |